# Asesinato de Mari Carmen Castell Vidal
El asesinato de Mari Carmen Castell Vidal (Ulldecona, Tarragona, 1962 - Ibídem, 14 de febrero de 1982) se produjo en Ulldecona la noche del 13 al 14 de febrero de 1982.

## Cronología

### Celebración del carnaval
Tras la dictadura franquista, el pueblo catalán de Ulldecona vuelve a celebrar su Carnaval en 1982. En el Cine Victòria se organizó un baile con orquesta que terminó de madrugada. La joven de 18 años Mari Carmen Castell no volvió a casa esa noche. Su familia, preocupada, salió en su búsqueda por las calles del pueblo. A las 7:15 horas de la mañana, la familia denuncia su desaparición en el Cuartel de la Guardia Civil de Ulldecona cuando un hombre se presenta afirmando haber visto el cuerpo de una chica muerta en el Castillo de Ulldecona.
La Guardia Civil se traslada al castillo de Ulldecona esa misma mañana, donde localizan el cuerpo sin vida y medio desnudo de Mari Carmen Castell. La pareja de Guardias Civiles estaba acompañada de Jeroni Castell, el padre de Mari Carmen, quien había sido alcalde del pueblo.

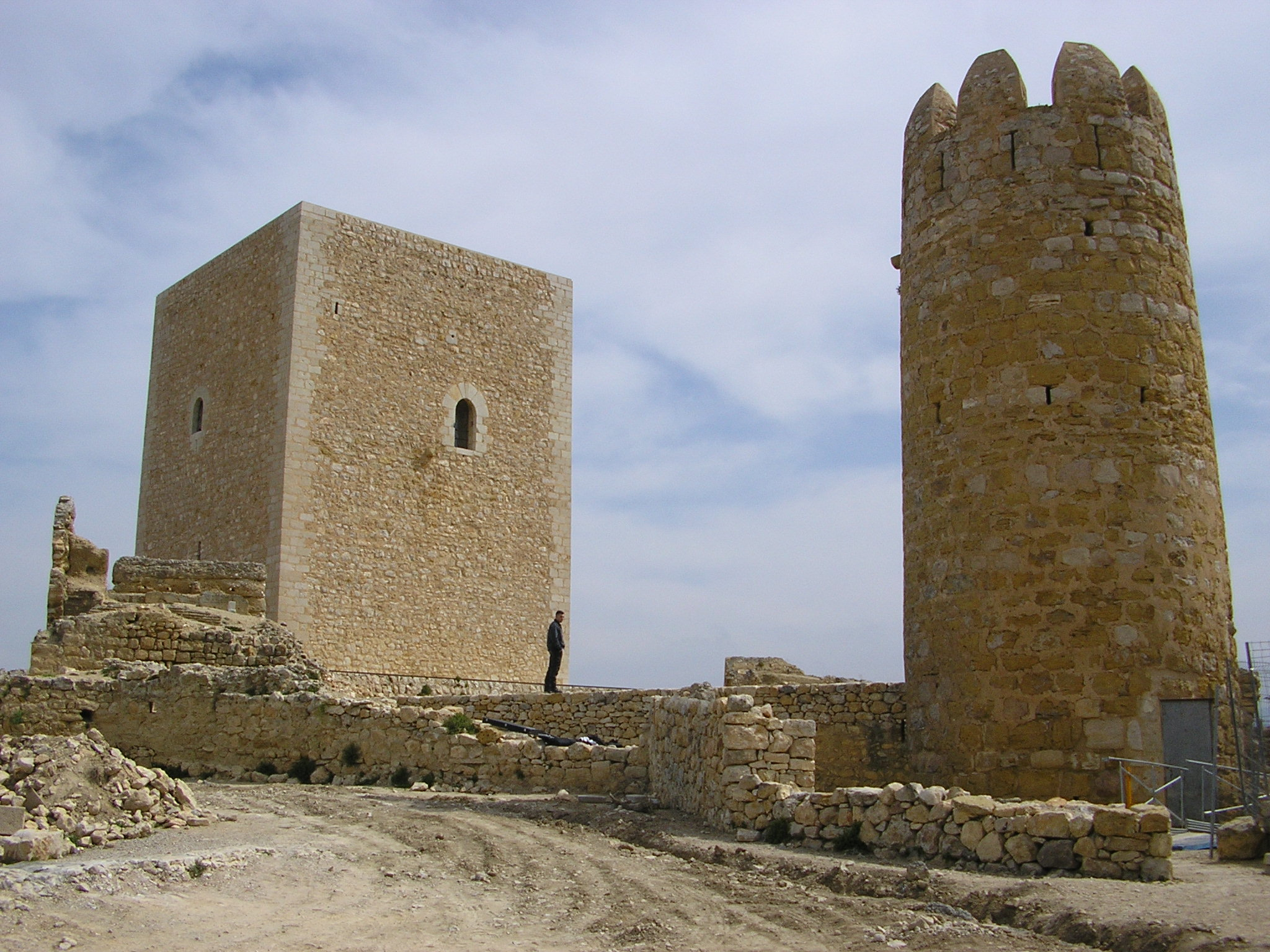
Castillo de Ulldecona, lugar donde se produjo el crimen.

### Primeras pruebas y autopsia
Por las marcas de neumáticos que se encontraron en los caminos cercanos al castillo y por las manchas de pintura en unas ramas, la policía determinó que el autor de los hechos se había trasladado hasta la zona con un vehículo pequeño similar a un Renault R-5 de color rojo y que, además, probablemente había sido un vecino de la zona que conocía bien los caminos.
La autopsia de Mari Carmen reveló que la víctima fue golpeada catorce veces con una piedra y que se había defendido de un intento de violación hasta perder la vida, puesto que en sus manos se encontraron cabellos del autor de los hechos.
La Guardia Civil tomó declaración a los amigos de Mari Carmen para poder reconstruir sus últimas horas de vida. Marisé, una amiga, declaró que abandonaron el Cine Victòria a las 3:00 horas de la madrugada y que ambas decidieron ir a casa para ponerse algo de ropa que fuera más cómoda, pero que no volvieron a encontrarse. Uno de los músicos de la orquesta que había tocado esa noche afirmó haberla visto a las 5:15 horas cerca de la casa de la familia Castell.
Los investigadores de la Guardia Civil decidieron interrogar a todos los hombres del pueblo que podrían haber estado en la fiesta y les tomaron una muestra de cabello para poder compararlos con los que se habían encontrado en las manos de la víctima.
Mari Carmen se quitó el disfraz que llevaba y se puso un mono de color negro comprado en Vinaroz. El cadáver se localizó sin dicho mono, que la Guardia Civil no pudo encontrar. El hermano de Mari Carmen, Jeroni Castell, junto con sus amigos, lo encontraron cerca del castillo.
Ramón Barranco se presentó en el Cuartel de la Guardia Civil de Ulldecona para declarar de forma voluntaria y dijo que Mari Carmen estaba con un joven de Alcanar de nombre Rafael que tenía un Renault R-5. El juez instructor ordenó un careo entre Ramón Barranco y Rafael. Barranco afirmó que Rafael había estado con Mari Carmen esa noche, pero Rafael lo negó alegando que estaba haciendo el servicio militar. La versión de Barranco quedó descartada y, tras no encontrar pruebas que pudieran incriminar a alguien, el juez archivó el caso y la Guardia Civil destruyó las pruebas.

### Búsqueda de nuevas pruebas, intervención de la Policía Nacional y detención de Ramón Barranco
Jeroni Castell hijo acudió a la comisaría de la Policía Nacional de Tortosa, que determinó que, probablemente, el asesino practicaba motocross en los caminos cercanos al castillo y que era cazador. Seguidamente, la policía detuvo a Ramón Barranco tras haber recibido una denuncia de agresión sexual a una chica del pueblo. Barranco argumentó que estaba en estado embriaguez y que había sido forzado por unos amigos, por lo que afirmó que la denuncia era falsa. Sin embargo, se sabía que Barranco había agredido sexualmente a una amiga de su hermana cuando esta tenía solo 13 años, episodio que llevó a la policía a concluir que probablemente había sido Barranco quien había asesinado a Mari Carmen Castell.
Los investigadores pensaron que Barranco tenía el perfil que buscaban: alguien con antecedentes de agresión sexual, que conocía los caminos de la zona, que conducía un Renault R-5, que hacía motocross y que era cazador. Barranco, años antes, había declarado en comisaría haber visto a Mari Carmen Castell en un coche como el que se estaba buscando, pero los investigadores concluyeron que esa declaración se hizo para desviar la atención.
La policía citó a declarar a su esposa y a sus hermanas Adelín y Nieves. La esposa de Ramón Barranco se negó a declarar; Adelín negó los hechos; y Nieves contó que ese día había estado en Valencia en la boda de su prima Rosa. La Policía Nacional afirmó que fue Barranco quien asesinó a Mari Carmen, pero no había pruebas suficientes para incriminarle.
Los Castell eran vecinos de los Barranco, teniendo que acostumbrarse a encontrarse habitualmente con quien creían que había matado a Mari Carmen: Ramón Barranco.

### Intervención del detective Jorge Colomar
La policía recomendó a la familia que contratara a un detective privado. La familia solicitó los servicios de Jorge Colomar, quien se infiltró en Ulldecona para relacionarse con Ramón Barranco. Colomar intentó hacerse amigo de Barranco a través de diferentes negocios y, durante varias semanas, salían a cenar y a tomar copas por distintos locales de la zona para coger complicidad.
La policía y Colomar urdieron un plan para que Barranco confesara los hechos. Colomar y Barranco fueron a cenar a La Ràpita, llevando Colomar oculto un micrófono para que la policía, que estaba oculta en un coche camuflado en el aparcamiento del restaurante, escuchara la conversación. Colomar le recriminó a Barranco que no le hubiera contado que había asesinado a una chica. Barranco reaccionó levantándose de la mesa y yéndose del restaurante. Colomar no volvió a verle nunca más y le dijo a la familia que no había podido demostrar que había sido él quien había asesinado a Maricarmen, pero que «no había en todo el pueblo un cerdo como él».

### Exhumación del cadáver de Mari Carmen
El médico forense Luis Frontela ordenó la exhumación del cadáver de Mari Carmen en 1993, once años después del crimen. En la exhumación encontró un pelo púbico masculino en la ropa interior de Mari Carmen. El juez autorizó que se le pincharan los teléfonos a la familia Barranco. En el Cuartel de la Guardia Civil de Ulldecona aumentaban las desconfianzas, puesto que el jefe era amigo de la familia Barranco y mostraba incomodidades con que la misma fuera investigada. Se cree que este agente filtró a los Barranco que su teléfono había sido intervenido.

### Llamada anónima y nuevas detenciones
Un hombre de aproximadamente 50 años hizo una llamada al Cuartel de la Guardia Civil de la Guardia Civil de Ulldecona que, al no ser atendida, fue desviada a la comisaría de Tarragona.
Este fue el punto de partida de la investigación policial en la que Jeroni Castell hijo aceptó colaborar. El anónimo, posteriormente, afirmó que había sido el padre de Ramón Barranco quien le había confesado que este había cometido el crimen, con la colaboración de un peluquero del pueblo.
En 1998, el juez instructor Luis Francisco Alamán aceptó volver a reabrir la causa porque las investigaciones podrían dar sus frutos, pero también porque faltaba poco tiempo para que el delito prescribiera. Nuevamente, se intervinieron los teléfonos de la familia y los amigos de Ramón Barranco. Se preparó un plan de detenciones que consistía en detener a los dos hombres que el anónimo había acusado, escuchar las conversaciones que los dos detenidos podían tener en la celda y, el día después, detener a las hermanas de Ramón Barranco. La operación se pospuso porque el sargento que conocía a la familia se había cogido el día libre.

### Interrogatorio a los detenidos
Tras las detenciones, la Guardia Civil interrogó a los detenidos. Barranco se reafirmó en la versión que había contado al juez 16 años antes. Las hermanas declararon el día después: Adelín Barranco negó nuevamente los hechos y Nieves Barranco reiteró que ese día había estado en Valencia en una boda. A esta última, el agente que la interrogó le dijo que si «podía dormir tranquila» y le preguntó «cómo podía vivir guardando ese secreto». Nieves Barranco respondió diciendo que «lo contaría todo si le daban un cigarro», confesando esa misma noche que su hermano había llegado a casa con las manos manchadas de sangre. Nieves terminó declarando lo mismo ante el juez instructor y, posteriormente, Adelín corroboró los hechos aportando más detalles.
La madre de Ramón Barranco contó a la policía que el contenido del anónimo le había sido comunicado a la familia a través del sargento del Cuartel de la Guardia Civil de Ulldecona, lo cual confirmaba las sospechas de los agentes de la Guardia Civil del pueblo: el jefe de la policía tenía una relación estrecha con la familia Barranco.
Ramón Barranco fue detenido y entró en prisión preventiva. Cambió de versión nuevamente y afirmó que Mari Carmen estaba en casa de los maestros gravemente herida y que fue él quien la llevó al castillo. Su coartada quedó descartada.

### Juicio
El juicio comenzó el 24 de enero del 2000, tan solo dos años antes de la prescripción del caso. Celebrado en la Audiencia Provincial de Tarragona, Ramón Barranco fue el único acusado. Las declaraciones del acusado se contradecían constantemente: negó los hechos e inculpó a cuatro amigos. Los testigos desmontaron la versión del acusado. Ramón Barranco fue considerado culpable del delito de asesinato y se le impuso una pena de 30 años de cárcel. De los 30 años de condena solo cumplió íntegramente 13, consiguiendo la libertad definitiva en mayo de 2018. Actualmente, reside en Vinaroz.